# Tu Wei-ming
Tu Wei-ming (en chinois : 杜維明; pinyin : Dù Wéimíng) est un philosophe et historien chinois né en 1940. Tu est professeur à l'université Harvard et l'un des piliers du néo-confucianisme.
Tu Weiming est né à Kunming en Chine, et suivi sa scolarité à Taïwan et en Amérique du Nord. Il a rejoint l'université Harvard comme Professeur d'Histoire et de Philosophie chinoise en 1981 et est le directeur de l'Institut Harvard-Yenching. Il a donné des conférences à l'Université de Pékin, l'Université de Taïwan, l'Université chinoise de Hong Kong, et l'Université de Paris. Ses livres incluent La Pensée Néo-Confucianiste : La Jeunesse de Wang Yang-ming; l'Importance et la Banalisation, l'Humanité et la Culture ; et la Pensée Confucianiste : L'individualité comme la Transformation Créative. (Neo-Confucian Thought: Wang Yang-ming's Youth; Centrality and Commonality, Humanity and Cultivation; and Confucian Thought: Selfhood as Creative Transformation) 
Membre du Comité sur l'Étude de la Religion à Harvard, Professeur du comité de restructuration de Sinica Académique de l'Institut de Littérature et Philosophie chinoise et en poste à l'American Academy of Arts and Sciences, le Professeur Tu Wei-ming interprète actuellement l'éthique Confucianiste comme une ressource spirituelle pour la communauté globale émergente.
Il a participé aux conférences du Mind and Life Institute, qui facilite les rencontres entre la science et le bouddhisme.